# 糀町 (米子市)
糀町（こうじまち）は、鳥取県米子市の町名。郵便番号は683-0054。1 - 2丁目がある。

## 地理
米子市の中央部、米子市街地の東部。

## 歴史
江戸期は米子城下十八町の1町、町人地。もとは新町と呼ばれた。1889年（明治22年）に米子町、1927年（昭和2年）から米子市に所属する。

## 区長
糀町区長は以下の通り。
- 1889年中当選 九重谷喜一郎（第三区）、備本久六（第四区）[4]
- 1893年中当選 森文三郎（西糀区）、九重谷喜一郎（東糀区）[4]
- 1897年中当選 森久太郎（西糀区）[4]
- 1898年中当選 藤尾秀近（西糀区）[4]
- 1901年中当選 亀尾定右衛門、田村源太郎（東糀区）、小坂竹次郎（西糀区）[4]
- 1903年中当選 九重谷岩太郎（東糀区）[4]
- 1904年中当選 神庭政七（東糀区）、森久太郎（西糀区）[4]
- 1908年中当選 乙村乙次郎（西糀区）[4]
- 1909年中当選 小坂市太郎（西糀区）[4]
- 1911年中当選 藤田熊一郎（西糀区）[4]
- 1912年中当選 舟越芳太郎（東糀区）[4]
- 1917年中当選 増谷常次郎（東糀区）[4]
- 1921年中当選 藤田熊一郎（糀一区）、増谷常次郎（糀二区）[4]
- 1925年中当選 能登路文次郎（糀一区）[4]

## 経済

### 産業
かつて存在した商工業者は繰綿問屋並肥物油類卸商の大櫃、肥料商、清酒醸造の田村、和洋砂糖卸商の備本、足袋製造卸商の亀尾、油類鬢付蝋燭製造卸商の岡本、金物・漆・絵具・銃砲火薬の九重谷、諸油鬢付蝋燭商製造卸の船越、肥料・古着商兼旅館の大櫃、帽子洋傘紱製品外雑貨卸商の神庭、和洋金物材木建具硝子板漆商の森、諸油雑穀卸商の船越などがいた。
店舗・企業
- ホテルルートイン 米子（2丁目）

かつて存在した企業
- 久米桜酒造[8]

## 世帯数・人口
世帯数・人口は1923年（大正12年）、326世帯・1414人（1丁目129世帯・599人、2丁目197世帯・815人）。1955年（昭和30年）、443世帯・1819人（1丁目190世帯・784人、2丁目253世帯・1035人）。
1965年（昭和40年）、450世帯・1567人（1丁目196世帯・668人、2丁目254世帯・899人）。1975年（昭和50年）、340世帯・1003人（1丁目173世帯・465人、2丁目167世帯・538人）。
2024年（令和6年）8月31日現在、1丁目は91世帯・160人、2丁目は110世帯・170人。

## 地域

### 施設
- 鳥取県西部総合事務所 
  - 農林局西部農業改良普及所[10]
  - 農林局農林業振興課
  - 米子保健所

## 交通
- 鳥取県道・島根県道102号米子広瀬線

## 出身人物
- 亀尾英四郎（ドイツ文学者、東京高等学校教授）[11]
- 田村源太郎（肥料商、酒造業、米子町会議員）[12]
- 田村源太郎（肥料商、酒造業、鳥取県多額納税者）[13]
- 田村純一[13]（久米桜酒造会長）
- 田村健治（久米桜酒造会長）